# Iron Man 3 (jeu vidéo)
Iron Man 3 est un jeu vidéo d'action développé et édité par Gameloft, sorti en 2013 sur iOS.

## Accueil
- IGN : 6,6/10[1]